# Pradecon Racing
Pradecon Racing es un equipo argentino de automovilismo de velocidad. Fue fundado a partir de un proyecto presentado en 2023 por el piloto Alberto Jaime, en sociedad con el empresario Gustavo Romano (CEO del Grupo Govan y Presidente de la firma Pradecon), para la incursión del mismo en las diferentes divisiones de la Asociación Corredores de Turismo Carretera. Este equipo fue formado como una escisión del equipo Las Toscas Racing, siendo presentado oficialmente a finales de 2023, contando con Jaime, Romano y Franco Celesia en la gestión del equipo, Federico Raffo en la dirección técnica y con Christian Ledesma como una de sus primeras incorporaciones.
Ya en el preludio de su debut, la escudería marcó presencia dentro del ámbito de ACTC, al anunciar la construcción del primer Chevrolet Camaro ZL1, en consonancia con el plan de modernización del parque automotor del Turismo Carretera, presentado por ACTC en la misma temporada 2023. Tras el anuncio de la incorporación de Ledesma, el equipo fue completado con la incorporación de Otto Fritzler. El equipo fue presentado oficialmente a finales de 2023, durante las exhibiciones de los nuevos modelos de TC con miras a su estreno en 2024. Tras dichas presentaciones, el equipo confirmó su participación en las divisiones TC y TC Pista a partir de la temporada 2024. Su primera plantilla de pilotos contempló las incorporaciones de Christian Ledesma con el Camaro y Otto Fritzler con un Dodge Cherokee, para el Turismo Carretera, mientras que Alberto Jaime hizo lo propio con un Dodge Cherokee en el TC Pista. Tras las primeras 10 competencias, finalmente en la fecha 11 el equipo incorporó una unidad Dodge Challenger SRT Hellcat, la cual fue estrenada en el Turismo Carretera por Fritzler.
Tras finalizar la temporada 2024, Pradecon Racing anunció la creación de una alianza con la estructura Toyota Gazoo Racing Argentina, para trabajar en forma conjunta en el ámbito del Turismo Carretera, incorporando además a Matías Rossi como piloto principal de esta estructura.

## Historia

### Preludio
A mediados de la temporada 2023, el piloto y empresario Alberto Jaime dio a conocer un plan por el cual proyectó la creación de un nuevo equipo para competir dentro de la divisional Turismo Carretera, a partir del año 2024. En  esa temporada, Jaime se encontraba compitiendo en la divisional TC Mouras dentro del equipo Las Toscas Racing y su idea se basó a partir de una escisión de este equipo, tras una serie de negociaciones con el titular de dicha escudería, Walter Pérez. Para lograr su cometido, Jaime estableció una alianza comercial con el presidente de la firma Pradecon, Gustavo Romano, y el Gerente Comercial de Plaza Industrial Escobar, Franco Celesia, quienes establecieron las bases del nuevo equipo al que dieron en llamar Pradecon Racing.
Los primeros pasos para la formación del equipo, fue la elección del personal y del lugar de asentamiento de la escudería, para lo cual fue elegido un predio de Plaza Industrial, ubicado en la localidad de Escobar en la Provincia de Buenos Aires. Para dirigir el taller fue puesto al frente del mismo el ingeniero Edgardo Iturrarte, mientras que el personal técnico se completó con las incorporaciones de Federico Raffo como ingeniero jefe, y Alfredo "Gardelito" Fernández como responsable de los motores. En la parte administrativa, además de Jaime el equipo contó con las presencias de Gustavo Romano y Franco Celesia.
El plan de creación de este equipo, contempló la formación de dos estructuras para competir representando al equipo, tanto en Turismo Carretera, como en TC Pista, pero lo resonante de este proyecto, fue el anunció que realizara Jaime de su intención de desembarcar en el TC con dos unidades Chevrolet Camaro ZL1, luego del anuncio realizado por la Asociación Corredores de Turismo Carretera de iniciar un proceso de renovación y modernización del parque automotor. Para la conducción de uno de esos Chevrolet Camaro fue confirmado el piloto Christian Ledesma, quien a su vez también fue confirmado para desempeñar tareas de team manager del equipo. Junto a Ledesma, la idea fue la de incorporar un piloto joven que corriese con el segundo Chevrolet Camaro, para lo cual fue convocado el joven Otto Fritzler, campeón 2022 de TC Pista. Sin embargo, a pesar de la intención inicial de subir al joven piloto a uno de los Camaro, un tecnicismo reglamentario de ACTC que debía cumplir como consecuencia de su ascenso al TC, hizo que finalmente el equipo ponga a su disposición una unidad Dodge Cherokee para estrenarse dentro de la escudería, lo que a su vez significó el primer cambio de marca para este piloto, acostumbrado a competir con Ford Falcon. El equipo se completó con la incursión del propio Alberto Jaime dentro del TC Pista con un segundo Dodge Cherokee.

### Debut
Tras concretarse la construcción del primer prototipo del Camaro, el 6 de noviembre de 2023 se presentó de manera oficial la librea que llevaría el nuevo coche, mientras que el 28 de noviembre se realizaron las primeras pruebas de presentación del nuevo prototipo en el Autódromo Roberto Mouras de La Plata. Finalmente, en la previa del Gran Premio Coronación 2023 del Turismo Carretera, el equipo fue presentado de manera oficial, junto a los nuevos modelos que compitieron en el TC a partir de 2024, teniendo su debut en pista el 25 de febrero de 2024, en el Autódromo Enrique Freile de El Calafate.
En 2024, el equipo inició su incursión dentro de la categoría poniendo inicialmente en pista el Camaro de Ledesma en el Turismo Carretera y dos unidades Dodge Cherokee, para Otto Fritzler en el TC y para Alberto Jaime en el TC Pista. La temporada se desarrolló con recurrentes altibajos en ambas categorías, llegando a sobresalir la actuación de Ledesma en la séptima fecha, corrida en el Autódromo Ciudad de Rafaela, donde logró su mejor resultado anual al conquistar la primera poleposition del modelo Camaro en la historia de la categoría y finalizar la competencia en tercera posición.  Por su parte, Fritzler no tendría un campeonato ideal, teniendo altibajos en su rendimiento, hasta el estreno en la 11.ª fecha corrida en el Autódromo Rosendo Hernández de San Luis de un nuevo Dodge Challenger SRT Hellcat, modelo con el cual finalizó el campeonato con resultados que le permitieron superar a su compañero de equipo en la tabla anual. Por su parte, Alberto Jaime no tendría un rendimiento ideal dentro del TC Pista, anunciando su retiro de la actividad deportiva al finalizar la temporada.
Tras finalizar la temporada 2024 y con vistas al campeonato 2025, Pradecon Racing protagonizó uno de los pases más resonantes dentro del ámbito del Turismo Carretera, al establecer una alianza con la estructura Toyota Gazoo Racing Argentina, la cual con esta unión dejaba de lado tres años de alianza con la escudería Dole Racing. El objetivo de esta nueva alianza fue el garantizar la continuidad del proyecto oficial de Toyota Argentina en el TC y a la vez, concretar el retorno a la categoría del piloto Matías Rossi, representante de la marca japonesa en el automovilismo nacional y continental. Esta alianza estuvo a su vez acompañada por un cambio dentro del personal técnico, al producirse la salida del ingeniero Federico Raffo de la dirección técnica y su sustitución por los ingenieros Ezequiel Burani y Alcides Piatti, otrora socios fundacionales de la escudería LCA Racing. Como consecuencia de esta alianza y con el objetivo de centralizar la identificación del equipo con dos marcas, a las confirmaciones de las continuidades de Ledesma y Fritzler para la temporada 2025 se les sumó la incorporación del piloto uruguayo Marcos Landa, quien anunció su ingreso al equipo para competir al comando de un Chevrolet Camaro, dejando atrás 6 años como representante de la marca Torino. Por su parte y en consecuencia con la política de identificación, se anunció el cambio de marca para Otto Fritzler, quien anunció su pase de Dodge a Toyota, quedando el equipo con dos unidades Chevrolet Camaro ZL1 (Ledesma y Landa) y dos Toyota Camry TC (Fritzler y Rossi).

## Participaciones en categorías de ACTC
| Valores    | Turismo Carretera | TC Pista | TC Mouras | TC Pista Mouras | TC Pick Up |
| ---------- | ----------------- | -------- | --------- | --------------- | ---------- |
| Temporadas | 2024              | 2024     |           |                 |            |

## Marcas representadas y modelos utilizados
| Turismo Carretera | Turismo Carretera            | Turismo Carretera | Turismo Carretera | Turismo Carretera |
| Marcas            | Modelos                      | Años              |                   |                   |
| ----------------- | ---------------------------- | ----------------- | ----------------- | ----------------- |
| Chevrolet         | Chevrolet Camaro ZL1         | 2024-             |                   |                   |
| Dodge             | Dodge Cherokee               | 2024              |                   |                   |
| Dodge             | Dodge Challenger SRT Hellcat | 2024              |                   |                   |
| Toyota            | Toyota Camry TC              | 2025-             |                   |                   |
| TC Pista          |                              |                   |                   |                   |
| Marcas            | Modelos                      | Años              |                   |                   |
| Dodge             | Dodge Cherokee               | 2024              |                   |                   |